# Konon
Konon (okolo 630 Sicílie nebo Temešvár[zdroj⁠?!] – 21. září 687 Řím) byl papežem od 21. října 686 až do své smrti.

## Život
Byl synem vojáka thrácké armády. Není známo přesné datum jeho narození, takže se neví v kolika letech byl zvolen na stolec sv. Petra.